# Dutch Vander
Dutch Vander es un personaje del Universo de Star Wars.
Este piloto humano era uno de los mejores de la flota de la Alianza Rebelde. Durante la Batalla de Yavin, tenía el código de Líder Dorado y pilotaba una nave caza Y-Wing. Dutch Vander no sobrevivió a este asalto a la primera Estrella de la muerte. Fue Luke Skywalker el que logró destruir tal terrible estación espacial.
- Datos: Q5815300